# Masta Killa Live
Albums de Masta Killa
Made in Brooklyn
(2006) Selling My Soul
(2012)
Masta Killa Live est un album live de Masta Killa, membre du Wu-Tang Clan, sorti le 30 mars 2010.

## Liste des titres
| No  | Titre                                            | Durée |
| --- | ------------------------------------------------ | ----- |
| 1.  | Da Mystery of Chessboxin (Accapella)             | 0:51  |
| 2.  | Armored Truck                                    | 0:49  |
| 3.  | Silverbacks (featuring Inspectah Deck et GZA)    | 3:13  |
| 4.  | Duel of the Iron Mic (featuring GZA)             | 2:53  |
| 5.  | School                                           | 2:23  |
| 6.  | Grab the Mic                                     | 2:37  |
| 7.  | No Said Date                                     | 2:40  |
| 8.  | In the Hood                                      | 1:16  |
| 9.  | Love Spell (featuring Startel)                   | 5:09  |
| 10. | D.T.D.                                           | 4:04  |
| 11. | Street Education (featuring Streetlife)          | 1:23  |
| 12. | Whatever (featuring Streetlife et Prodigal Sunn) | 2:09  |
| 13. | Fam Members Only                                 | 3:07  |
| 14. | Digiwarfare                                      | 2:28  |
| 15. | Guillotine (Swordz) (featuring GZA)              | 1:50  |
| 16. | Triumph (featuring GZA et Inspectah Deck)        | 2:13  |